# Sam Hardwick
Sam Hardwick (nasceu em 1985, Finlândia) é que faz a voz do "Menino Morto" na música "Dead Boy's Poem" do álbum Wishmaster (2000) da banda finlandesa Nightwish. Ele também participou nas múscias "Bless the Child" e "Beauty of the Beast" âmbos do álbum Century Child (2002) com uma voz mais matura.